# Alyosxa Tudor
Alyosxa Tudor (* 20. Jh.) ist eine nichtbinäre Person, die im Bereich der Geschlechterforschung (Gender Studies) arbeitet. Tudor beschäftigt sich mit Gender und Sexualität, Queer Studies, Trans-Positionierungen, Postcolonial Studies, Rassismus und Migration.

## Leben
Alysoxa Tudor hat lange Zeit in Deutschland gelebt, familiäre Bezüge in verschiedene osteuropäische Länder und lebt inzwischen in Großbritannien.
Tudor war Mitglied bei den Transnational Gender Studies und war von 2008 bis 2011 als wissenschaftliche Assistenz im Bereich Gender Studies an der Humboldt-Universität zu Berlin tätig. Den Ph.D. erhielt Tudor an der Universität Linköping im Centre of Gender Excellence, in dem Tudor von 2013 bis 2014 gastierte. Seit 2014 hat Tudor eine Associate Professur für Gender Studies im Centre for Gender Studies der School of Oriental and African Studies (SOAS) an der University of London.
Tudor ist hauptverantwortlich für das Projekt GenderX, das von SOAS ausgeht und bei dem Rahul Rao mitverantwortlich ist. Dieses Projekt ist in den transdisziplinären Gender Studies verortet und befasst sich mit der Frage, wie die Kategorie Gender in welchen Kontexten konstruiert ist und sich über gewisse Zeitperioden hinweg verändert. Diese transdisziplinären Gender Studies setzen sich aus Queer Studies, Trans Studies und post-kolonialen Theorien zusammen und haben das Ziel, binäre Geschlechterverhältnisse als Produkt von europäischem Kolonialismus bzw. Eurozentrismus aufzubrechen.
 Persönliches
Alysoxa Tudor beschreibt sich als Person mit nichtbinärer Geschlechtsidentität und nutzt im Englischen das Pronomen they.

## Veröffentlichungen
Tudor wirkte in Artikeln wie Dimensions of Transnationalism und Büchern, wie Feminismus schreiben lernen, zusammen mit Lann Hornscheidt, mit. Tudor schrieb auch einen Artikel zum Thema „Differenzierungen von Rassismus und Migrantismus in feministischen Ansätzen zu Migration“ für das Jahrbuch der Frauen- und Geschlechterforschung in der Erziehungswissenschaft. Tudor hat neben Evelyn Hayn und Lann Hornscheidt, welche in der deutschen feministischen Forschung bekannt sind, eine Ko-Autorinnenschaft des Werkes „Feminismus schreiben lernen“ und verfasste das Kapitel „feminismus w_orten lernen. Praktiken kritischer Ver_Ortung in feministischen Wissensproduktionen“.

### From [al'manja] with love(2014)
Im Jahr 2014 veröffentlichte Tudor das Buch from [al'manja] with love – Transfeministische Positionierungen zu Rassismus und Migratismus. Im Buch werden sowohl transnationale als auch postkoloniale Perspektiven auf die Situation speziell in Deutschland aber auch allgemein auf Europa angewendet. Mit diesen Ansätzen betreibt Tudor eine kritische Migrationsforschung, thematisiert den noch immer vorhandenen rassistischen Kolonialismus innerhalb Europas und versucht dabei binäre Dominanzstrukturen aufzuzeigen und aufzubrechen.
Dieses Buch ist der sechste Band der Reihe transdisziplinäre genderstudies des Verlages Brandes & Apsel. Grundlegend für die Theorien von Tudor ist die Trennung des biologischen und des soziokulturellen Geschlechts. Auf Basis dieser Trennung untersucht Tudor die Differenzierung zwischen Migratismus und Rassismus. Tudor beschreibt wie von einem geschlossenen homogenen Kulturraum Europa/Deutschland ausgegangen wird und alle Personen, die in einer beliebigen realen oder eingebildeten Weise nicht dem homogenen Bild entsprechen, ausgegrenzt werden. In diesem Konstrukt werden Begriffe und Phrasen wie „Zuhause“ oder „bei uns“ mit nationalistischen Charakter versehen und bestimmen die Zugehörigkeit, somit Inklusion oder eben Exklusion. Die dabei reproduzierten Machtverhältnisse ziehen sich ebenfalls durch rassistische, sexistische und fremdenfeindlichen Stereotype. Ebenfalls geht Tudor auf die vermeintliche Überwindung des Kolonialismus in Europa ein. Tudor beschreibt, dass die Klassifikation in „weiß“ und „schwarz“ nach wie vor existiert und damit Denk- und Handlungsweisen verändert. Tudor stellt dar, dass diese kolonialen Sichtweisen falsch und konfliktträchtig sind und die Leugnung von deren Existenz ebenfalls problematisch ist. In Tudors Werken ist zu erkennen, dass Aysoxa sich für eine Trennung zwischen Rassismus und Migratismus einsetzt und sich dabei auf historische Hintergründe bezieht.

## Werke
- Alyosxa Tudor: From [al'manja] with love: Trans/feministische Positionierungen zu Rassismus und Migratismus. Brandes & Apsel, Frankfurt am Main 2014, ISBN 978-3-95558-061-2 (online auf soas.ac.uk).